# Wehrkreis III (Berlin)

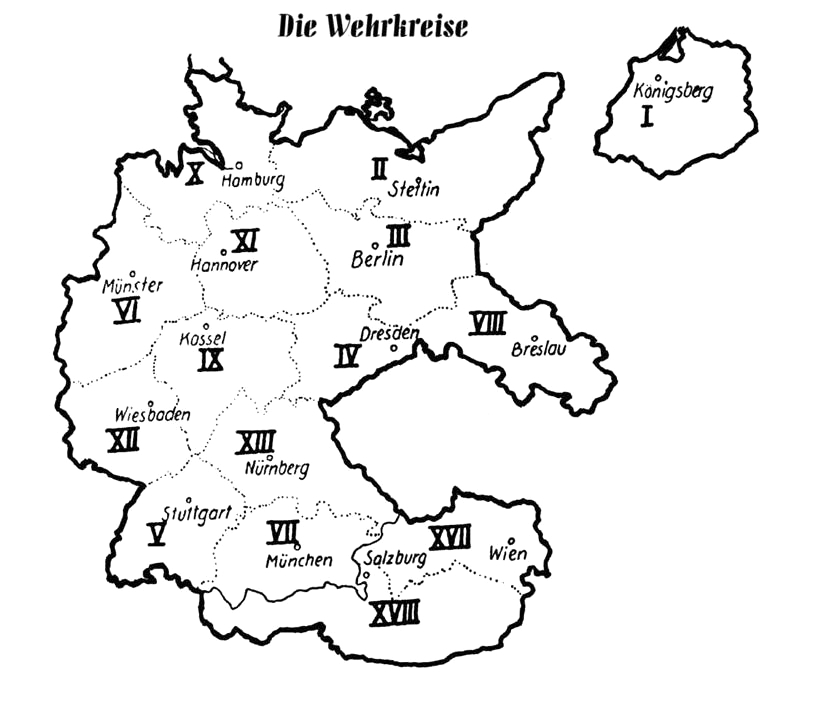
Die Wehrkreise des Deutschen Reiches nach dem „Anschluss“ Österreichs

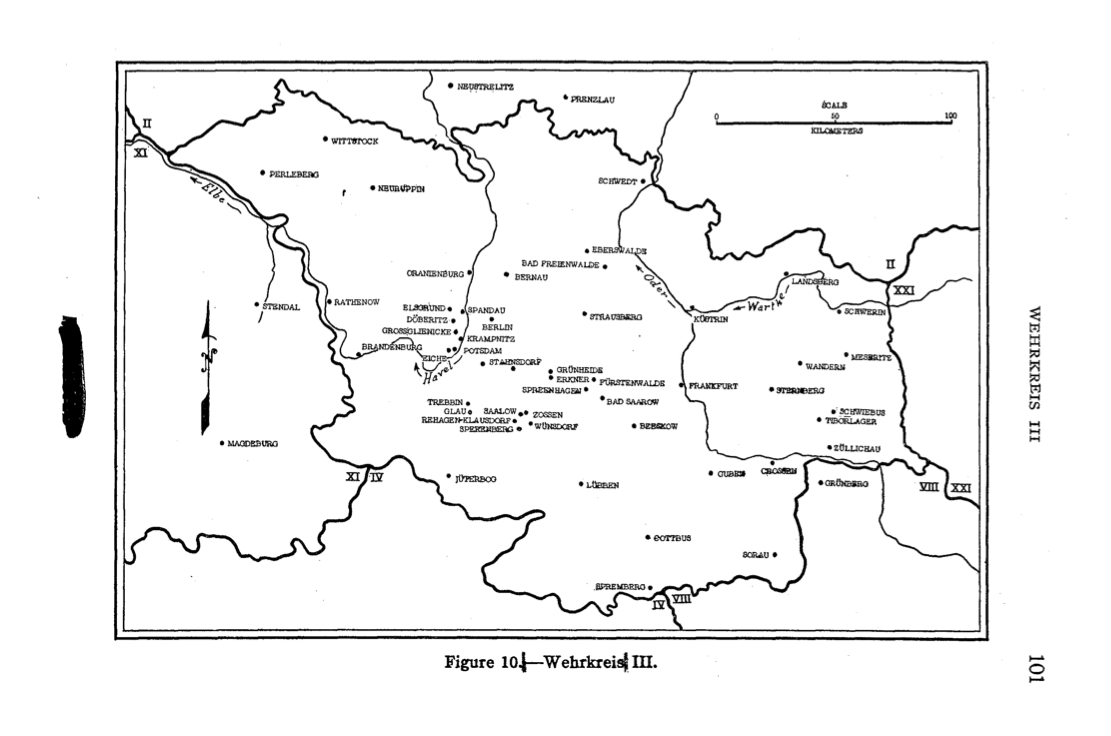
Der Wehrkreis III im April 1944

Der Wehrkreis III (Berlin) war eine territoriale militärische Verwaltungseinheit während der Zeit der Weimarer Republik und später des nationalsozialistischen Deutschen Reiches und bestand von 1920 bis 1945. Dem Wehrkreis oblag die militärische Sicherung seines Gebiets und die Ersatzgestellung und Ausbildung von Teilen des Heeres der Reichswehr bzw. der Wehrmacht in diesem Gebiet. Der Wehrkreis umfasste anfangs Berlin, die Provinzen Brandenburg und Schlesien und einen Teil der Provinz Grenzmark Posen-Westpreußen. 1935 wurde bei der Bildung des Wehrkreises VIII Schlesien abgetrennt. Das Hauptquartier des Wehrkreises befand sich im späteren AEG-Gebäude am Hohenzollerndamm in Berlin-Schmargendorf. Der Wehrkreis III war eingeteilt in die drei Wehrersatzbezirke Berlin, Potsdam und Frankfurt (Oder). 

## Befehlshaber
Die Befehlshaber waren:
- Hermann Rumschöttel (1920–1921)
- Richard von Berendt (1921)
- Rudolf von Horn (1921–1926)
- Otto Hasse (1926–1929)
- Rudolf Schniewindt (1929)
- Joachim von Stülpnagel (1929–1931)
- Gerd von Rundstedt (1931–1932)
- Werner von Fritsch (1932–1934)
- Erwin von Witzleben (1934–1938)
- Curt Haase (1938–1939)
- Franz Maria von Dalwigk zu Lichtenfels (1939–1943)
- Joachim von Kortzfleisch (1943–1945)
- Bruno von Hauenschild (1945)
- Walter Kuntze (1945)